# Xã East Taylor, Quận Cambria, Pennsylvania
Xã East Taylor (tiếng Anh: East Taylor Township) là một xã thuộc quận Cambria, tiểu bang Pennsylvania, Hoa Kỳ. Năm 2010, dân số của xã này là 2.726 người.